# 溝口喜文
溝口 喜文（みぞぐち よしふみ、1930年（昭和5年）10月13日 - ）は、日本の弁護士。

## 人物
東京都出身。中央大学法学部卒業。東京弁護士会副会長、関東弁護士会連合会理事長、日本弁護士連合会常務理事などを歴任した。
山路ふみ子文化財団理事をつとめ、2011年山路ふみ子文化財団特別賞を受賞した。

## 略歴
- 昭和5年（1930年）東京にて出生。千代田区立麹町小学校 - 中央大学法学部法律学科卒業。
- 昭和32年（1957年） - 弁護士登録
- 昭和47年（1972年） - 東京弁護士会副会長
- 昭和52年（1977年） - 日本弁護士連合会常務理事
- 昭和55年（1980年） - 千代田区教育委員会会長
- 昭和58年（1983年） - 同会長
- 昭和62年（1987年） - 東京弁護士会常議委員会議長
- 昭和63年（1988年） - 千代田区教育委員会会長、東京都人権擁護委員連合会会長
- 平成2年（1990年） - 関東弁護士会連合会理事長
- 平成15年（2003年） - 松井建設監査役
- 平成16年（2004年）  - 財団法人人権擁護協力会理事長

## 顧問先
- 東京都神社庁
- 東京農業大学